# Aşık Çelebi
Aşık Çelebi (* 1519 oder 1520 in Prizren; † 1571 in Üsküp) war der Dichtername eines osmanischen Dichters, Chronisten, Übersetzers und Verfassers von Biografie-Sammlungen. Sein eigentlicher Name war Pîr Mehmet.

## Leben
Pîr Mehmets Familie stammte aus Bursa und leitete ihren Stammbaum von ʿAlī ibn Abī Tālib, dem Schwiegersohn des Propheten Mohammed und dessen Tochter, ʿAlīs Frau Fatima bint Mohammed her. Sie zählte sich deshalb zu den Sayyid, den Nachkommen Mohammeds. Pîr Mehmets Vater Sayyid Ali heiratete die Tochter des berühmten Gelehrten und Qādī (Richter) Müeyyedzâde Çelebi aus Üsküp (Skopje). Mehmet wurde in Prizren geboren, wo Sayyid Ali einen hohen Verwaltungsposten innehatte. Die Kindheit und Jugendzeit verbrachte Mehmet in Rumelien, wo er auch an einer Medresse studierte, bis er nach Istanbul übersiedelte. Dort begann er Gedichte zu schreiben und nahm den Dichternamen Aşık an, der „Verliebter“ bedeutet und Stil sowie Inhalt seiner frühen Gedichte beschreibt. In Istanbul hatte er Kontakt zu den bekanntesten Poeten seiner Zeit, wie Zatî, Hayâlî, Yahya Bey, Surûrî, Chalabi, Taşköprülüzâde, Arapzâde, Saçlı Emir, Hasan Çelebi, Mehmed Ebussuud Efendi oder Muhîddîn Fenârî. In diesen literarischen Kreisen sammelte er das notwendige Wissen über berühmte Zeitgenossen für seine späteren tezkîre (Biografien).
Er wurde dann als Gerichtsschreiber in Bursa angestellt. Fünf Jahre Tätigkeit als Treuhänder und Inspektor für Stiftungen befriedigten ihn nicht, wie er später notierte, deshalb kehrte er nach Istanbul zurück. Mit Unterstützung eines ehemaligen Lehrers fand er dort Anstellung in einer Gerichtskanzlei. Aşık wurde Kadi im Istanbuler Stadtbezirk Silivri, von dort kam er in dieser Position nach Priština, Servia, Manavgat und Alanya. Vom Großwesir Sokollu Mehmed Pascha wurde er dem Sultan Selim II. bei Hofe vorgestellt, blieb aber trotz seiner schriftstellerischen Erfolge bis zu seinem Tode im Richteramt tätig.
Aşık Çelebi gehörte ebenso wie sein Zeitgenosse Latîfî, mit dem er zusammenarbeitete, zu den wichtigsten Biografen seines Jahrhunderts. Er wurde als ein angenehmer Gesprächspartner, aufmerksam und freundlich, dabei ein scharfer und neugieriger Beobachter seiner Umgebung beschrieben, was besonders in seinem Prosawerk Meşâirü'ş-Şuârâ zu erkennen ist. Er beherrschte Türkisch, Arabisch und Persisch, war belesen in klassischer Literatur, sein Schreibstil war elegant, die Verse einfach aufgebaut. Aşıks tezkiretü'ş-Suaras (Biografien der Dichter), eine Sammlung von kurzen Biografien der bemerkenswerten Personen des osmanischen Kulturlebens im 16. Jahrhundert, gehört zu den wichtigsten und zuverlässigsten Quellen aus dieser Zeit.
Aşık Çelebi starb im Jahre 1571 in Üsküp.

## Werke
- Meşâirü'ş-Şuârâ: Von den vielen erhalten gebliebenen Werken Aşık Çelebis ist dies das bekannteste. Es ist eines der schönsten Beispiele einer tezkire und entstand zwischen 1551 und 1556. Meşâirü'ş-Şuârâ ist eine im Auftrag von Selim II. verfasste Sammlung von Biografien vieler Dichter des 16. Jahrhunderts, mit Beispielen aus deren Werken. In bis dahin unüblicher Art ist die Sammlung alphabetisch aufgebaut, was seinem Mitautor Latîfî nicht gefiel, so dass Aşık das Werk allein vollendete.
- Tercüme-i Revzatü'ş-Şühedâ: Türkische Übersetzung des Werkes von Hüseyin Va'iz-i Kaşifî. Unvollständige Manuskriptkopie im Museum der Hagia Sophia.
- Tercüme-i Şakâikun-Nûmâniyye: Übersetzung eines Werkes von Taşköprülüzâde aus dem Türkischen ins Arabische. Eine erwähnte Kopie des Werkes ist verschollen und bis heute nicht auffindbar.
- Tercümetü't-Tibri'l-Mesbük Fî Nasîhati'l Mülük: Gespräche in der Gegenwart des Seldschuken-Sultans Ahmad Sandschar (1084–1157), in Türkisch, Persisch und Arabisch übersetzt. Manuskriptkopie in der Topkapı Sarayı Müzesi Kütüphanesi („Bibliothek des Topkapi-Serail-Museums“), Istanbul.
- Şerh-i Ehâdis-i Erbaîn: Übersetzung einer religiösen Überlieferung (Hadith) von Ataî (Hadisi-i Erbaîn'i, „Hadith über al-Arba'un“) mit Annotationen, nach einem Bericht von Kemal-Paşa-zâde (Kemalpaşazade Tarihi) in der Millî Kütüphane (Nationalbibliothek).
- Tercüme-i Ravzü'l Ahyâr: Übersetzung des Werkes Siyasetname von Mehmet Muhyiddin Hatipzâde für Sultan Selim II. aus dem Arabischen ins Türkische. Zwei Manuskriptkopien in der Süleymaniye Kütüphanesi („Bibliothek der Süleymaniye Moschee“), Istanbul.
- Mi'racü'l-Ayâle ve Minhâcü'l-Adale: Ebenfalls eine Übersetzung im Auftrag von Sultan Selim II. Zwei Manuskriptkopien in der Topkapı Sarayı Müzesi Kütüphanesi.
- Zeylü'ş-Şakâik: Biografien von 42 Persönlichkeiten für Großwesir Sokollu Mehmed Pascha. Vollständiges Manuskript in der Süleymaniye Kütüphanesi, weitere Kopien in der Staatsbibliothek zu Berlin und der Bibliothèque nationale de France.
- Sigetvarnâme: Bericht über die Belagerung von Szigetvár am 5. September 1566 durch Süleyman I.
- Şehrengiz-i Bursa: Das Leben Hasan Çelebis und eine Beschreibung der Schönheit Bursas (verfasst 1541).
- Divan: Ein diwan (Gedichtsammlung) von Serfiçe Kadılığı. Manuskripte in der Millî Kütüphane (Nationalbibliothek).
- Hülâsatü'l-Ahbâr fî Fedâili'l-Medîne: Über die Geschichte der Moral, von Fedâili'l-Medîne  geschrieben. Manuskript in der Süleymaniye Kütüphanesi, Esad Efendi 2378.

## Editionen
- Fılız Kılıc (Hrsg.): Meşa'ir üş-Şu'ara - Aşik Çelebi, 2010 ISBN 975-9123-73-8
- G. M. Meredith-Owens (Hrsg.): Meşa'ir üş-Şu'ara or Tezkere of Aşık Çelebi, London, 1971